# Statički elektricitet
Statički elektricitet je nagomilano električno naelektrisanje (naboj) u mirovanju uzrokovano neravnotežom elektrona na površini materijala.  Neravnoteža elektrona proizvodi električno polje koje može biti mereno i može uticati na druge objekte u okolini. Prema samom nazivu, može se zaključiti da je statički elektricitet jedna vrsta električne energije koja za razliku od električne struje miruje.
Elektrostatsko naelektrisanje se u većini slučajeva stvara dodirom i odvajanjem dva slična ili različita materijala. Razlog njenog stvaranja nalazi se u nejednakoj razmeri, odnosno neravnoteži elektrona među materijalima koji se međusobno dodiruju. Prema tome skoro svaki predmet može biti neka vrsta sakupljača statičkog elektriciteta. U svakodnevnom životu najčešće je to sintetička odeća, ali ova energija se može skupiti i na tepisima, zavesama, nameštaju obloženom plastikom, kućnim aparatima i drugim električnim uređajima.

## Istorija
Još u antičko vreme zapažena je pojava da jantar (ćilibar), kada se trlja, dobija svojstvo privlačenja sitnih čestica. Godine 1600. engleski lekar Vilijam Gilbert, prema grčkom nazivu za jantar (grč. ἤλεϰτρον), nazvao je predmete sa opisanim svojstvima električna tela (lat. corpora electrica). Elektricitet se s jednoga tela može prenositi na drugo. Količina elektriciteta naziva se električno naelektrisanje ili naboj.
U atomu je pozitivno naelektrisanje atomskog jezgra jednak negativnom naelektrisanju svih elektrona, odnosno broj protona jednak broju elektrona, pa se zato delovanja tih naelektrisanje prema spolja međusobno poništavaju ili neutrališu. Tek kada se u nekom telu odvoji deo elektrona od atoma, dolaze do izražaja privlačne sile između pozitivnih i negativnih čestica. Te sile nastoje da vrate elektrone na ona mesta u atomu na kojima su se pre nalazili. Zbog delovanja tih sila dolazi do kretanja električno naelektrisanih čestica ili električne struje. Odvajanje elektrona od pripadajućih atomskih jezgara čini osnov proizvodnje električne energije. U galvanskim elementima i akumulatorima razdvajanje elektriciteta izvode hemijske sile. Za dobijanje velike količine električne energije služe električni generatori.
Elektroni lako prolaze kroz dobre električne provodnike (npr metale), a teško kroz loše provodnike ili izolatore (npr vazduh, kaučuk, porculan). Ako se provodnik stavi u blizinu naelektrisanog tela, to će telo, već prema vrsti svog naelektrisanja, elektrone provodnika ili privući u što veću blizinu ili odbiti od sebe na najveću moguću daljinu. Taj način razdvajanja elektriciteta u provodniku naziva se influencija.
Električno naelektrisanje je jedno od temeljnih očuvanih svojstava elementarnih čestica. Pojave vezane za naelektrisanje u mirovanju opisuju se granom fizike koja se naziva elektrostatika. Naelektrisanje u mirovanju takođe se naziva statičkim ili elektrostatičkim naelektrisanje. Naelektrisanje u kretanju se naziva električnom strujom, a povezane pojave se opisuju elektrodinamikom. Postojanje elektriciteta zapaža se u prostoru posredstvom elektromagnetskog polja koje nastaje oko naelektrisanje. Ako naelektrisanje miruje postoji samo električno polje, elektrostatičko polje. Naelektrisanje u pokretu stvara i magnetsku komponentu elektromagnetskog polja. Elektricitet je otkriven zapažanjem postojanja elektrostatskog polja (privlačenje sitnih predmeta) u blizini naelektriziranog štapića od jantara.
Električni fenomeni su izučavani od antičkih vremena, mada je progres u pogledu teoretskog razumevanja bio spor do sedamnaestog i osamnaestog veka. Čak i tad, bilo je veoma malo praktičnih primena elektriciteta. Tek u devetnaestom veku inženjeri su mogli da nađu primenu struje u industriji i svakodnevnom životu. Brza ekspanzija elektrotehnike u to vreme je transformisala je industriju i društvo. Izuzetna svestranost električne energije značila je da se mogao stvoriti gotovo neograničeno veliki skup primena koje obuhvataju transport, grejanje, električno osvetljenje, komunikacije, i računanje. Električna energija je u današnje vreme u osnovi modernog industrijskog društva.

## Način nastanka
Atom materijala bez statičkog naelektrisanja ima jednak broj pozitivnih protona u jezgru i negativnih elektrona u orbiti oko jezgre. Kada se dva slična ili različita materijala stave u položaj da se dodiruju, a onda se odvoje, negativno naelektrisani elektroni prelaze iz površine jednog na površinu drugog materijala. Koji materijal gubi elektrone a koji dobija zavisi od prirode materijala, odnosno od same unutrašnje strukture materijala i od toga koliko su elektroni čvrsto vezani. Fizičari su sve materijale rangirali po redosledu u kojem gube ili dobijaju elektrone.
Materijal koji gubi elektrone postaje pozitivno naelektrisan a materijal koji prima elektron negativno naelektrisan. Jednom kada je stvoreno naelektrisanje na materijalu nastalo je „elektrostatičko naelektrisanje”.
Statički elektricitet može nastati na jedan od sledeća četiri načina: 
1. Ako se dve izolovane elektrode priključe na izvor jednosmernog napona i onda odvoje od izvora.
2. Ako se dve različita predmeta taru jedan od drugog a potom naglo razdvoje.   
3. Električnom influencijom (koja nastaje ako se provodnik stavi u blizinu naelektrisanog tela. U tom trenutku će telo, već prema vrsti svog naelektrisanja, elektrone provodnika ili privući u što veću blizinu ili odbiti od sebe na najveću moguću daljinu).
4. Kada se sa kondenzatora ili nekog drugog uređaja velikog električnog kapaciteta isključii naizmenični napon.
Munja kao oblik statičkog elektriciteta
Munja je jedan od oblik statičkog elektriciteta, koja nastaje kada oblaci postanu negativno naelektrisani, a kristali leda se u njima taru jedni o druge. U međuvremenu se površina zemlje sve više pozitivno naelektriše (jer elektroni u oblacima odbijaju elektrone u zemlji). Kafo oblaci postanu toliko jako naelektrisani da elektroni mogu preskočiti sa oblaka na zemlju, nastaje velika iskra na nebu, odnosno nastaje munja.

## Opšte informacije
Do elektrostatičkih naelektrisanja dolazi u svakodnevnom životu i tehničkoj praksi zbog električne influencije, a još češće zbog trenja dve različite materije (npr pri pretakanju benzina, nafte ili tokom izlaska gasova pod pritiskom iz cevi). 
Električno naelektrisanje ako se nagomila na nekoj relativno maloj površini može stvoriti vrlo visoke potencijale prema drugim nenaelektrisanim predmetima i zemlji, koji mogu dostići vrednosti do 150.000 V. 
Q = CU (As)
Električno naelektrisanje, uprkos velikim potencijalnim razlikama prema zemlji, ne predstavlja direktnu opasnost za čoveka zbog svoje jako male energije, izuzev ako se radi o visokonaponskim kablovima, kondenzatorima i munji. 
Izbijanje elektrostatičkog naelektrisanja preko tela čoveka može biti bolno, ili može izazvati nesvesne pokrete, ali ne i smrt, izuzev ako nije izazvano izbijanjem visokonaponskih kablova ili kondenzatorskih baterija. 
Najveća opasnost od elektrostatičkih naelektrisanja nastaje onda kad stvoreno naelektrisanje izbija stvaranjem iskre (varničenja) u zapaljivoj ili eksplozivnoj atmosferi. 
2 WI ≤ aWmin WI = 0,5CU
Ljudi doživljavaju statički elektricitet kao strujni udar kada dodirnu npr. metalni okvir ili drugu osobu, ako napon na njihovom telu prelazi oko 4 kV (4.000 V).

## Faktori koji  utiču na količinu elektrostatičkog naelektrisanja tela
Čovekovo telo je svakodnevno izloženo širokom raspon faktora koji mogu uticati na količinu elektrostatičkog naelektrisanja koje može povećati napon u telu. Neki od najčešćih glavnih faktora su:
- Materijal poda i njegov električni otpor i otpornost na zemlju
- Lična obuće, posebno materijali potplata cipele i njegov električni otpor
- Atmosferska vlažnost
- Način na koji osoba hoda, npr. habanjem i trenje cipela na podu
- Radnje četkanja nameštaj, sedenje i podizanje sa sedišta.

## Zdravstveni značaj statičkog elektriciteta
Ljudsko telo i statički elektricitet
Tkiva ljudskog tela se sastoje od 60% ili više vode, i kao vlažna sredina telo dobar je provodnik struje!  Ali suva ljudska koža je nešto drugo. 
Statičko naelektrisanje se može pojaviti u telu čoveka kada se trljaju noge ili ruke po izolacijskom materijalu, kao što je npr. vuna ili plastika. 
Važno je znati da se statičko naelektrisanje, gde god se nakupilo, čak i na ljudskoj koži, traje samo kratko vreme. 
Ako se to naelektrisanje ne zaustavi, onda ono odlazi, jer priroda ne voli neravnotežu. 
Za čoveka je najbolji način da izbegne statički udar kontakt sa zemljom, ili zidom, ili drvenim vratima, pre nego što dodirnemo bilo šta metalno.

Kada su nekada ljudi hodali bosi, ili kad nisu postojali sintetički materijali, oni nisu bili izloženi različitim zračenjima, a statički elektricitet se na prirodan način odvodio uzemljenjem. Međutim danas, gotovo svaki predmet u čovekovom okruženju može biti skupljač statičkog elektriciteta. Njegovo nakupljanje u ljudskom organizmu posebno je izraženo zimi zbog suvog vazduha i nošenja sintetičke zimske garderobe. Veštački materijali kao što su poliester, akril, najlon, kao i provođenje punog radnog vremena uz računar, najčešći su izvor statičkog elektriciteta.
Danas se čovekov direktan kontakt sa zemljom i udeo prirodnih materijala u odeći, obući, nameštaju, sveo na minimum. Sve to dovodi do povećanog stvaranja uslova za pojavu statičkog elektriciteta, koji može imati brojne negativne posledice na čovekovo zdravlje Ako se ova „struja“ duže zadrži zarobljena u telu ona može imati neke od ovih posledica:
- Ubrzan metabolizam kalcijuma – koji uzrokuje simptome umora
- Gubitak vitamina C – povećava nivo šećera u krvi
- Oštećenja osetljive kože – uzrokuju dermatitis
- Ometanje delovanja enzima za varenje – uzrokuje želudačno-crevne smetnje
- Privlačenje čestica prljavštine i bakterija – pogoršanje alergija, rizik od infekcija

## Proizvodni proces i statički elektricitet
Pored zdravstvenih problema, statički elektricitet može imati posebno štetne posledice u radu sa osetljivim elektronskim komponentama, u proizvodnji oružja, u naftnoj industriji, i u radu sa drugim zapaljivih sredstava, kada jedna električna varnica može dovesti do velike štete i gubitaka ljudskih života. 
Istraživanja su pokazala da neadekvatna zaštita uzrokuje više od 70% oštećenja elektronskih komponenti. Kako se ove negativne posledice izbegle neophodna je upotreba adekvatne ESD zaštitne opreme – rukavica, odeće i obuće.

## Prevencija
Osnovno pravilo zaštite od statičkog elektriciteta je stvaranje takvih uslova da struja naelektrisanja nikada nema mogućnost da se stvori. Drugim rečima, mora se stvoriti neki električni krug koji može bezopasno prenositi bilo koji električno naelektrisanje. 
Čovek u nastojanju da ne dođe do nezgode izazvane statičkim elektricitetom  (požar, eksplozija) danas, preventivno u svim proizvodnim i drugim pogonima sprovodi različite zaštitne mere, najčešće, više njih zajedno, pre svega primenom anti-statičkih proizvoda, koji se sve više koriste da na različite načine, ponekad fizičkim, a ponekad i hemijskim metodama spreče stvaranje statičkog elektriciteta.
Tim merama i sredstvima se prvenstveno se nastoji sprečavanje stvaranje elektrostatičkog naelektrisanja ili ako to nije moguće, tako nastalo naelektrisanje se odvodi u zemlju:
- uzemljivanjem metalnih delova na kojima se skuplja naelektrisanja,
- međusobnim povezivanjem delova uređaja zbog izjednačenja potencijala,
- održavanjem visoke vlage u vazduhu,
- povećanjem provodljivosti električki neprovodnih predmeta i
- jonizacijom v vazduha.

Kako se opasna elektrostatička naelektrisanja javljaju u elektroprivredi (najčešće), termoelektranama pri pretakanju goriva, pri strujanju gasova i prašine, ili na svakom mestu gde se izvode radova na visokonaponskim kablovima i kondenzatorima, neophodno je povremeno vršiti merenje statičkog elektriciteta.

## Primena statičkog elektriciteta
Statički elektricitet može biti i koristan i mi ga koristimo na razne načine. 
Fotoaparati
Kada snimite fotografiju sa fotoaparatom, na primer, morate sačekati nekoliko sekundi da se statički elektricitet nakupi u kondenzatoru (uređaj za skladištenje električne energije). Kada se kondenzator u vašem fotoaparatu potpuno napuni, pali se svetlo, a kada pritisnete okidač, kondenzator se brzo puni kroz snažnu ksenonsku žarulju, stvarajući kratki bljesak svetla i često iznenađujuće glasnu pucanj, poput mini munje.
Fotokopirni aparati i laserski štampači
Statički elektricitet je taj na kome se zasniva rad fotokopir aparata i laserskih štampača, koji ne bi mogli da rade bez ovog efekta, odnosno naelektrisanja tonera,  jakom svetlošću (kao vrsti struje) koja potom ostavlja svoj trag na suprotno naelektrisanom papiru.

## Literatura
- Mil-Std 883C Method 3015.7, Notice 8, 1989
- International Electrotechnical Commission, IEC, Standard 801-2, Second Edition, 1989
- H. Hyatt and H. Mellberg, "Bringing ESD Testing into the 20th Century", IEEE International Symposium on EMC, 1982.
- H. Mellberg, M. Sanesi, J. Nuebel, and A. Hish, "Recent Developments in ESD Waveform Evaluation", EOS/ESD Symposium Proceedings, 1991
- R. Fisher, "A Severe Human ESD Model for Safety and High Reliability System Qualification Testing", EOS/ESD Symposium Proceedings, 1989
- W. Byrne, "Development of an Electrostatic Discharge Model for Electronic Systems", IEEE International Symposium on EMC, 1982
- H. Ryser, "The Relationship Between ESD Test Voltage and Personnel Charge Voltage", EOS/ESD Symposium Proceedings, 1990
- B. Unger, "Electrostatic Discharge Failures of Semiconductor Devices", IEEE International Reliability Physics Symposium Proceedings, 1981
- H. Hyatt, "The Resistive Phase of an Air Discharge and the Formation of Fast Risetime ESD Pulses", EOS/ESD Symposium Proceedings, 1992

## Spoljašnje veze
- The Physics Classroom  Physics Tutorial, Static Electricity, Basic Terminology and Concepts (језик: енглески)